# Shivaree
Shivaree – amerykańska grupa rockowa założona w 1999. Nazwa pochodzi od amerykańskiego słowa „charivari” oznaczającego piosenkę weselną. Zespół zasłynął głównie z piosenki „Goodnight Moon”, która pojawiła się w filmie Quentina Tarantino Kill Bill 2.
Grupa współpracuje z innymi muzykami podczas występów oraz koncertów. Muzyka jest silnie inspirowana przez kulturę i zwyczaje południa Stanów Zjednoczonych.

## Dyskografia

### Płyty
- I Oughtta Give You a Shot in the Head for Making Me Live in this Dump (1999)
- Rough Dreams (2002)
- Who's Got Trouble? (2005)
- Tainted Love: Mating Calls and Fight Songs (2007) – płyta zawierająca covery

### Epki
- Breach (EP – 2004)

### Single
- „Goodnight Moon” (1999)
- „Bossa Nova” (1999)
- „John 2/14” (2002)
- „I Close My Eyes” (2005)
- „New Casablanca” (2005)